# مواد انگوری مانند
مواد انگوری مانند (به انگلیسی: Grape reaction product) با فرمول شیمیایی C۲۳H۲۷N۳O۱۵S یک ترکیب شیمیایی است. که جرم مولی آن ۶۱۷٫۵۳ g/mol می‌باشد.